# Station Kortrijk-Weide
Station Kortrijk-Weide is een voormalig goederenstation in de Belgische stad Kortrijk. Het is gesitueerd ten noordwesten van het hoofdstation van Kortrijk en ligt langs de spoorlijn 66, die Brugge met Kortrijk verbindt. Het douanegebouw met kantoren en de openbaar entrepot werd opgetrokken in 1954.

## Heden
Het gebied van dit rangeerstation wordt momenteel omgevormd tot het nieuwe stadsdeel Westerkwartier. Dit gebied werd in augustus 2006 toegankelijk gemaakt door de openstelling van de Burgemeester Lambrechtlaan, de westelijke ontsluiting van de R36, de Kortrijkse stadsring. In 2001 werd er tussen de NMBS en de Stad Kortrijk een studiesyndicaat opgericht met als doel een realistisch en aantrekkelijk ontwikkelingsplan uit te werken voor de hele omgeving van Kortrijk Weide.
De voormalige goederenloods van het station wordt op heden vaak gebruikt als tijdelijke tentoonstellingsruimte. Zo vonden er reeds de tentoonstelling Futurotextiel plaats alsook de jaarlijkse tentoonstelling van de week van het ontwerp waarop afgestuurde studenten aan diverse hogescholen hun eindwerk tonen.
De Stad Kortrijk is in 2014 met het project Kortrijk Weide begonnen aan renovatie van het gebied rond dit station, en heeft plannen voor de aanleg van o.a. een sportpark, evenementenhal, nieuw zwembad, een co-creatiehub voor ondernemers en bedrijven, het Centra voor volwassenenonderwijs, en parking.
Aalbeke ·
Bissegem ·
Heule ·
Heule-Leiaarde ·
Kortrijk ·
Kortrijk-Luipaardbrug ·
Kortrijk-Vorming ·
Kortrijk-West ·
Kortrijk-Weide ·
Marke ·
Sint-Katerine